# Hemidactylus sataraensis
Hemidactylus sataraensis là một loài thằn lằn trong họ Gekkonidae. Loài này được Giri & Bauer mô tả khoa học đầu tiên năm 2008.